# Ministerio de Educación y Ciencia de Lituania
El Ministerio de Educación y Ciencia de Lituania (en lituano: Lietuvos Respublikos švietimo ir mokslo ministerija) es un departamento del Gobierno de la República de Lituania. Sus operaciones son autorizadas por la Constitución de Lituania, sus decretos emitidos por el Presidente y el Primer Ministro, y las leyes aprobadas por el Seimas (Parlamento). Su misión es la de ejecutar las funciones de administración del Estado y hacer realidad su política en materia de educación, ciencia y estudios diversos.

## Lista de ministros

### Ministros de Educación
- Jonas Yčas (TPP) 11 de noviembre de 1918 - 26 de diciembre de 1918.
- Mykolas Biržyška (LSDP) 26 de diciembre de 1918 - 5 de marzo de 1919.
- Jonas Yčas (TPP) 12 de marzo de 1919 - 12 de abril de 1919.
- Juozas Tūbales (LTS) 12 de abril de 1919 - 15 de junio de 1920
- Kazys Bizauskas (LKDP) 19 de junio de 192O - 18 de enero de 1922.
- Petras Juodakis (independiente) 2 de febrero de 1922 - 28 de junio de 1923
- Leonas Bistras (LKDP) 29 de junio de 1923 - 27 de enero de 1925.
- Kazys Jokantas (LKDP) 4 de febrero de 1925 - 31 de mayo de 1926.
- Vincas Čepinskis (LSDP) 15 de junio de 1926 - 17 de diciembre de 1926.
- Leonas Bistras (LKDP) 17 de diciembre de 1926 - 19 de septiembre de 1929.
- Konstantinas Šakenis (LTS 23 de septiembre de 1929 - 8 de junio de 1934.
- Juozas Tonkūnariz (independiente) 12 de junio de 1934 - 27 de marzo de 1939.
- Leonas Bistras (LKDP) 28 de marzo de 1939 - 21 de noviembre de 1939.
- Kazys Jokantas (LKDP) 21 de noviembre de 1939 - 15 de junio de 1940.

### Ministros de Cultura y Educación
- Darius Kuolys (independiente) 17 de marzo de 1990 hasta el 26 de noviembre de 1992.
- Dainius Trinkunas (independiente) 12 de diciembre de 1992 hasta el 9 de junio de 1994.

### Ministros de Educación y Ciencia
- Vladislavas Domarkas (independiente) 9 de junio de 1994 - 19 de noviembre de 1996.
- Zigmas Zinkevičius (independiente) 4 de diciembre de 1996 - 1 de mayo de 1998.
- Kornelijus Platelis (independiente) 1 de mayo de 1998 - 9 de noviembre de 2000.
- Algirdas Monkevičius (SL) 27 de octubre de 2000 - 15 de diciembre de 2004.
- Remigijus Motuzas (LSDP) 29 de noviembre de 2004 - 1 de junio de 2006.
- Roma Žakaitienė (LSDP) 18 de julio de 2006 - 27 de mayo de 2008.
- Algirdas Monkevičius (SL) 27 de mayo de 2008 - 28 de noviembre de 2008.
- Gintaras Steponavičius (LS) 28 de noviembre de 2008 - 13 de diciembre de 2012.
- Dainius Pavalkis (DP) 13 de diciembre de 2012 – 11 de mayo de 2015
- Audronė Pitrėnienė (DP) 2 de junio de 2015 - 13 de diciembre de 2016
- Jurgita Petrauskienė 13 de diciembre de 2016 - 7 de diciembre de 2018